# Barleria prionitis
Barleria prionitis är en akantusväxtart som beskrevs av Carl von Linné. Barleria prionitis ingår i släktet Barleria och familjen akantusväxter.

## Underarter
Arten delas in i följande underarter:
- B. p. ameliae
- B. p. angustissima
- B. p. appressa
- B. p. delagoensis
- B. p. induta
- B. p. prionitis
- B. p. prionitoides
- B. p. pubiflora

## Bildgalleri

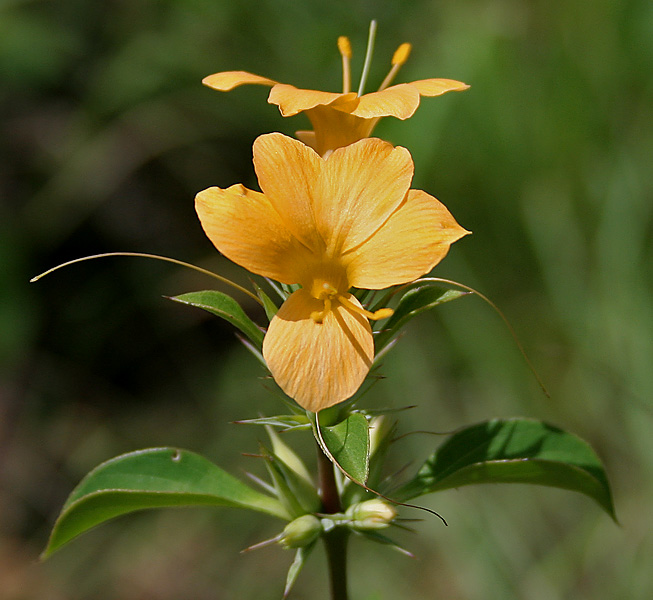
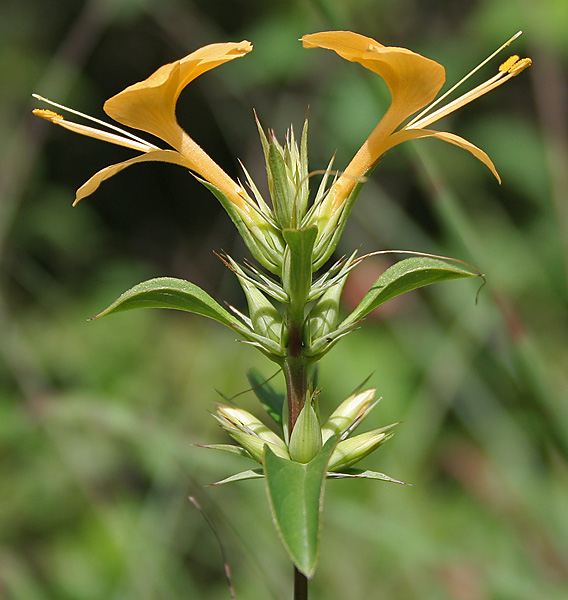
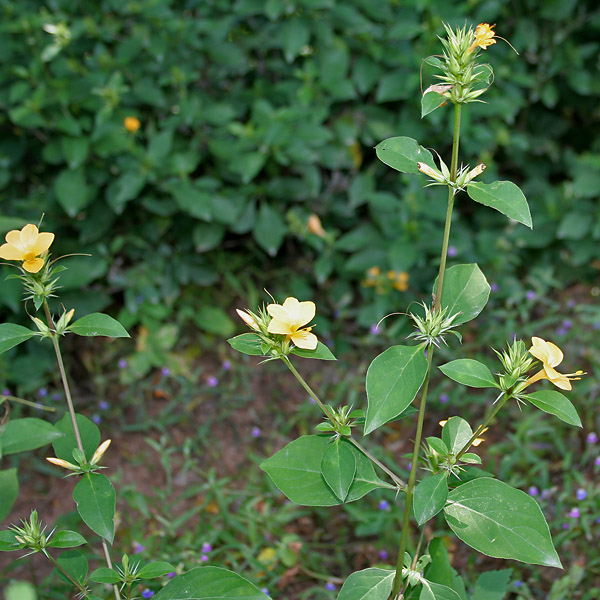
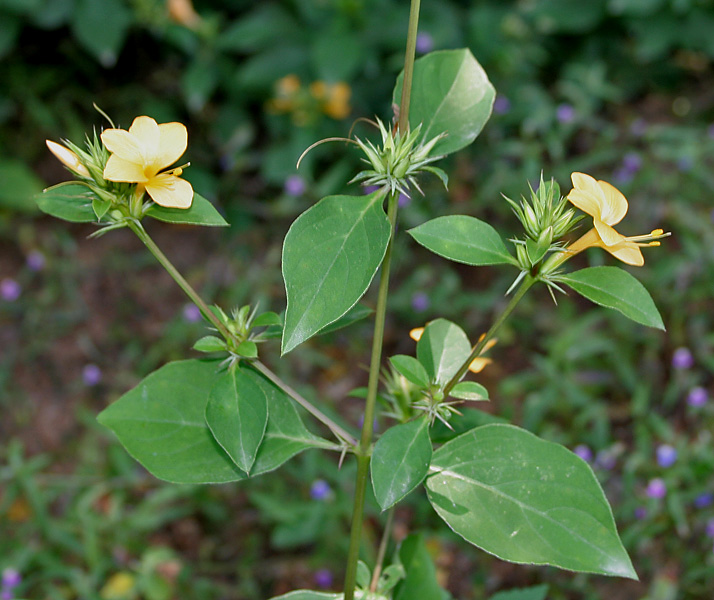